# Xysticus daisetsuzanus
Xysticus daisetsuzanus là một loài nhện trong họ Thomisidae.
Loài này thuộc chi Xysticus. Xysticus daisetsuzanus được Hirotsugu Ono miêu tả năm 1988.